# Kapitalist
En kapitalist är en person som äger produktionsmedel, även kallad kapitalägare. Termen kan även avse en person som är ägare av en större förmögenhet och/eller vars inkomster till huvuddelen består av inkomster från kapital.
I folkmun är betydelsen en person som tror på ett marknadsekonomiskt system, inte sällan i nedlåtande betydelse. I vänsterpolitisk debatt används termen för en person som strävar efter att öka sitt kapital genom att tillgodogöra sig överskottet från andras arbetsinsats.